# Ерік Бана
Ерік Бана(bænə) — актор, комік.

## Біографія
Народився 9 серпня 1968 року в Мельбурні в родині вихідця з Югославії (хорвата) й емігрантки із ФРН.
З дитинства обожнював автомобілі, автоперегони і все, що з ними пов'язане. Закінчивши школу, недовго працював: спочатку мийником на автосервісі, різноробом на залізниці, потім барменом.

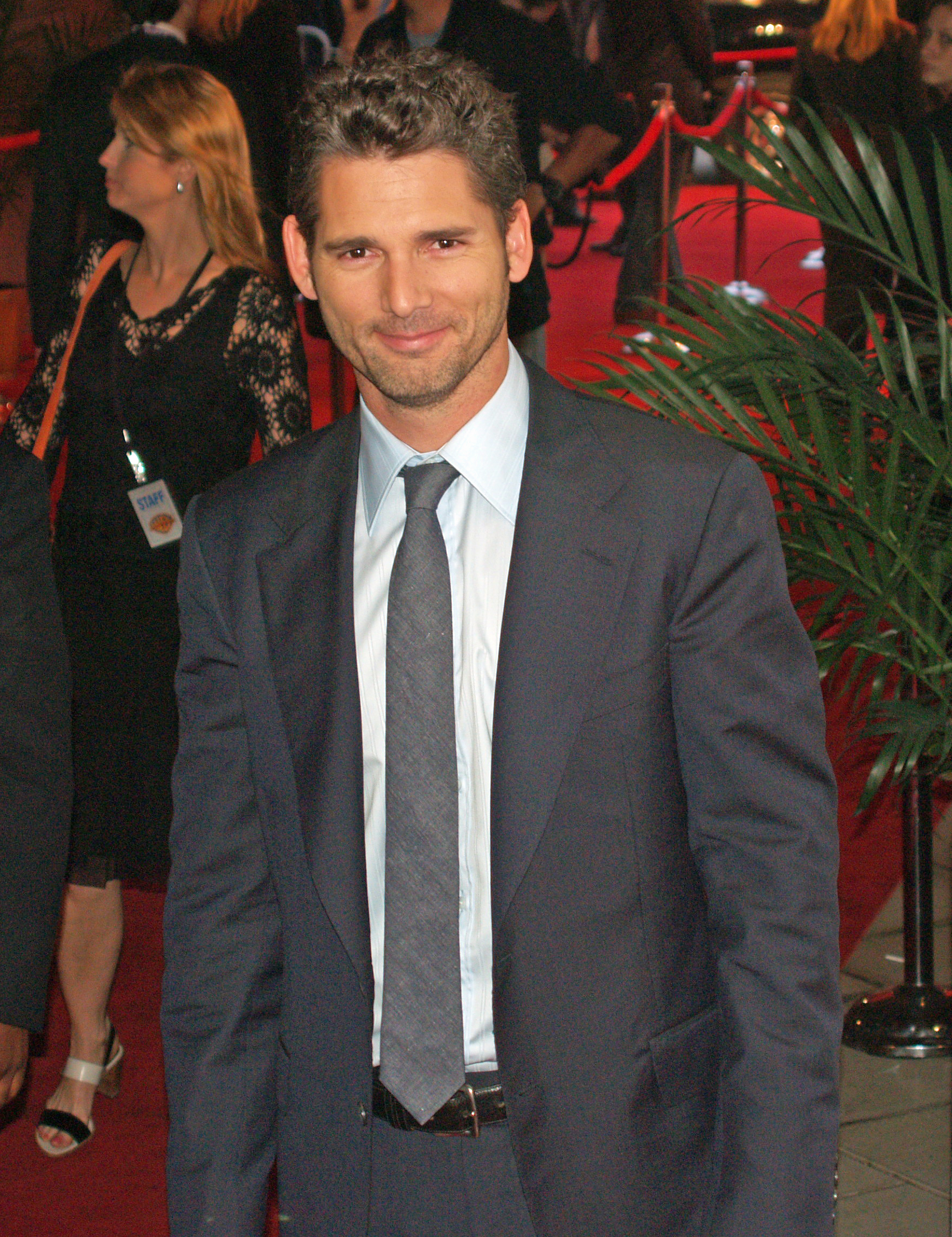
Ерік Бана на прем'єрі фільму «Щасливець» 2007 р.

Акторство, уміння талановито жартувати взяли своє і вже 1992 року Ерік Бана знімається в австралійських гумористичних телешоу, у комедійних телесеріалах. Пізніше з успіхом організував «Ерік Бана-шоу», де виступав з пародіями й жартами.
У великому кіно дебютував невеликою роллю Кону Пертопулоса в 1997 році в драмі «Замок», удачею стала роль Брендона у фільмі «Погляд зсередини / Різник» (Chopper, 2000), Приз МКФ у Стокгольмі).
З 2001 року — у Голлівуді. Роль снайпера в драмі «Чорний яструб» (2001, реж. Рідлі Скотт) звернула на себе увагу кінокритиків. Наступною удачею Еріка Бани стає роль Брюса Баннера в стрічці Енга Чи «Халк» (2003). Вольфганг Петерсон запрошує Бану виконати головну роль Гектора в епічному блокбастері «Троя» (2004), з якою актор впорався прекрасно.
У Голлівуді Ерік Бана — драматичний актор, в Австралії виступає переважно як комік.

## Фільмографія

### Кінофільми
| Рік  |    | Українська назва                   | Оригінальна назва                | Роль                            |
| ---- | -- | ---------------------------------- | -------------------------------- | ------------------------------- |
| 1997 | ф  | Замок                              | The Castle                       | Кон Петропулус                  |
| 2000 | ф  | Погляд з середини                  | Chopper                          | Марк Брендон "Різник" Рід       |
| 2001 | ф  | Падіння «Чорного яструба»          | Black Hawk Down                  | Норм Гібсон                     |
| 2002 | ф  | Наггетс                            | The Nugget                       | Лотто                           |
| 2003 | мф | У пошуках Немо                     | Finding Nemo                     | акула-молот Якір (озвучення)    |
| 2003 | ф  | Халк                               | Hulk                             | Брюс Беннер / Халк              |
| 2004 | ф  | Троя                               | Troy                             | Гектор                          |
| 2005 | ф  | Мюнхен                             | Munich                           | Авнер Кауфман                   |
| 2007 | ф  | Щасливець                          | Lucky You                        | Гек Чівер                       |
| 2007 | ф  | Забуті бажання                     | Romulus, My Father               | Ромулус Ґайта                   |
| 2008 | ф  | Ще одна з роду Болейн              | The Other Boleyn Girl            | король Генріх VIII              |
| 2009 | мф | Мері та Макс                       | Mary and Max                     | Даміен Папандопулос (озвучення) |
| 2009 | ф  | Зоряний шлях                       | Star Trek                        | капітан Неро                    |
| 2009 | ф  | Дружина мандрівника в часі         | The Time Traveler's Wife         | Генрі ДеТембл                   |
| 2009 | ф  | Приколісти                         | Funny People                     | Кларк                           |
| 2011 | ф  | Ганна                              | Hanna                            | Ерік Геллер                     |
| 2012 | ф  | Чорний дрізд                       | Deadfall                         | Еддісон                         |
| 2013 | ф  | Вцілілий                           | Lone Survivor                    | Ерік Крістенсен                 |
| 2013 | ф  | Замкнутий ланцюг                   | Closed Circuit                   | Мартін Роуз                     |
| 2014 | ф  | Визволи нас від лукавого           | Deliver Us from Evil             | Ральф Сарчі                     |
| 2016 | ф  | Проти шторму                       | The Finest Hours                 | Деніел Клафф                    |
| 2016 | ф  | Спеціальні кореспонденти           | Special Correspondents           | Рікі Джервйс                    |
| 2016 | ф  | Щоденник Роуз                      | The Secret Scripture             | доктор Вільям Грін              |
| 2017 | ф  | Король Артур: Легенда меча         | King Arthur: Legend of the Sword | Утер Пендрагон                  |
| 2017 | ф  |                                    | The Forgiven                     | Піт Бломфельд                   |
| 2020 | ф  |                                    | The Dry                          | Аарон Фальк                     |
| 2021 | мф | Назад у хащі                       | Back to the Outback              | Чез Хант (озвучення)            |
| 2022 | ф  | Чіп і Дейл — бурундучки-рятівнички | Chip 'n Dale: Rescue Rangers     | Сирогриз (озвучення)            |
| 2024 | ф  | Жертовність                        | A Sacrifice                      | Бен Монро                       |
| 2024 | ф  |                                    | Force of Nature: The Dry 2       | Аарон Фальк                     |

### Телебачення
| Рік       |     | Українська назва | Оригінальна назва       | Роль                     |
| --------- | --- | ---------------- | ----------------------- | ------------------------ |
| 1993—1996 | с   |                  | Full Frontal            | різні ролі (66 серій)    |
| 1996—1997 | с   |                  | The Eric Bana Show Live | різні ролі (17 серій)    |
| 2000—2001 | с   |                  | Something in the Air    | Джо Сабатіні (202 серії) |
| 2009      | док |                  | Love the Beast          | у ролі самого себе       |
| 2009      | с   | Top Gear         | Top Gear                | гість (S14: Ep. 1)       |
| 2018      | с   | Брудний Джон     | Dirty John              | Джон Міхан (8 серій)     |